# Aissa Diori
Aissa Diori, también conocida como Aïchatou Diori (Dogondoutchi, 1928 - Niamey, 15 de abril de 1974) fue una política nigerina, esposa de Hamani Diori y la primera dama de Níger. Acumuló una gran riqueza a través de la corrupción, incluidas propiedades inmobiliarias de alto precio. Fue asesinada en el golpe de Estado de 1974 en Níger.

## Biografía
Aissa Diori nació en Dogondoutchi en 1928. Procedía de la etnia fulani. Se casó con el profesor Hamani Diori el 9 de mayo de 1945. La pareja tuvo seis hijos, entre elos Abdoulaye Hamani Diori, quien más tarde se convirtió en político y empresario. Aissa Diori fue mecenas de la Unión de Mujeres de Níger y varios artistas, como Bouli Kakasi, cantaron sus alabanzas. La Unión de Mujeres de Níger se fundó el 6 de octubre de 1958. Bajo su dirección, la unión hizo hincapié en la participación de las mujeres en los proyectos comunitarios, la educación y la creación de empleo. Formó una red de organizaciones de mujeres, pero no pudo influir en la legislación que protegía a las mujeres como esposas y madres. Sin embargo, la primera dama y su UFN dieron la relevancia de las reivindicaciones de las mujeres entre la opinión pública, lo que impulsó los esfuerzos feministas por la participación política de los años 90.
Diori se convirtió en la primera dama de Níger el 3 de agosto de 1960, cuando su esposo asumió la presidencia. En la geopolítica internacional, Aïssa Diori formó parte de casi todos los viajes oficiales del presidente. En Estados Unidos, no dudó en apoyar a los menores negros víctimas de discriminación racial. Mientras estuvo en Níger, se preocupó por la educación de los niños nómadas, ya que no recibían educación. Desempeñó el papel de Ministra de Promoción de la Mujer.
Diori acumuló una considerable fortuna gracias a la corrupción. Era dueña de muchas casas de lujo en Niamey, que alquilaba a embajadas extranjeras y ejecutivos corporativos a precios muy altos. También obtuvo una gran cantidad de tierra fértil en el río Níger, cerca de Niamey. Otros miembros de la élite del Rally Democrático del Partido Progresista de Nigeria también se beneficiaron, aunque no tanto como Aissa Diori. Como resultado, los estudiantes radicales la llamaron austriaca (refiriéndose a la reina francesa María Antonieta de Austria), lo que la irritaba.
Fue asesinada a tiros en el golpe de Estado de 1974 en Níger el 15 de abril de 1974 por el sargento Niandou Hamidou. Sus guardias tuareg también murieron en el golpe, las únicas bajas en un caso en gran parte incruento que llevó a la disolución del gobierno de su esposo. La sucedió como primera dama Mintou Kountche, quien también adquirió una reputación de codicosa y corrupta.